# Tour d'enceinte (Amboise)
La tour d'enceinte est une ancienne tour faisant partie des fortifications du XVe siècle dans la ville d'Amboise, dans le département français d'Indre-et-Loire.
Partiellement arasée au XXe siècle, ses maçonneries préservées sont inscrites comme monuments historiques en 1948.

## Localisation
La tour est l'une de celles qui renforçaient la face nord de l'enceinte médiévale d'Amboise, tournée vers la Loire.

## Histoire
La Guerre de Cent Ans est l'occasion pour Amboise, comme pour d'autres villes, de se doter d'une enceinte défensive. Ici, la muraille et ses tours sont renforcées dans un second temps à la demande de Louis XI. La tour d'enceinte préservée date du XVe siècle mais, au début du XXe siècle, sa partie supérieure est arasée et remplacée par une terrasse et un mur en béton.
Ses structures préservées (maçonneries en élévation et salle intérieure voûtée) sont inscrites comme monuments historiques par arrêté du 22 mai 1948.

## Description
La tour de section cylindrique, en pierres de taille, est arasée au-dessus des corbeaux qui supportaient le chemin de ronde. Une salle voûtée en berceau, sur plan rectangulaire, correspond probablement à l'étage médian de la tour.

## Pour en savoir plus